# Marcus Licinius Crassus (consul en -30)
Pour les articles homonymes, voir Licinius Crassus.
Marcus Licinius Crassus (né vers 60 av. J.-C., mort après 27 av. J.-C.) est un sénateur et général de la fin de la République romaine et du règne d'Auguste. Il est consul en l'an 30 av. J.-C., membre de la gens Licinia et petit-fils du triumvir Marcus Licinius Crassus.
Il est resté connu pour ses campagnes militaires en Macédoine et en Thrace en 29-27 av. J.-C., qui, atteignant le Danube, vont conduire en 6 apr. J.-C. à la création de la province de Mésie.

## Famille
Il est le fils de Marcus Licinius Crassus Dives, très probablement le fils aîné du triumvir Crassus, consul en 70 et 55 av. J.-C. Ce dernier et son fils cadet Publius Crassus sont tués en 53 av. J.-C. à la suite de la désastreuse bataille de Carrhes contre les Parthes,.
Son père est questeur en 54 av. J.-C. de Jules César puis préfet de la Gaule cisalpine au début de la guerre civile entre César et Pompée en 49 av. J.-C.
Sa mère est Caecilia Metella Cretica, fille de Quintus Caecilius Metellus Creticus, consul en 69 av. J.-C. La tombe de Caecilia Metella est visible sur la Voie Appienne.
Il ne semble pas avoir eu de fils qui lui ait survécu. Il adopte un fils de Marcus Piso Frugi, Marcus Licinius Crassus Frugi, qui devient consul de 14 av. J.-C..

## Biographie
Il est sans doute proscrit en 43 av. J.-C. par le second triumvirat. Crassus combat alors sous le commandement de Sextus Pompée. Après la paix de Misène, de nombreux exilés sont autorisés à rentrer à Rome, parmi lesquels se trouve probablement Licinius.
Il rejoint ensuite le camp de Marc Antoine. Ainsi, en l'an 37 av. J.-C., il devient promagistrat de la province orientale de Crète et Cyrénaïque et peut-être gouverneur de Bithynie en 35 av. J.-C..
Peu de temps après, il fait défection en faveur d'Octavien. Il intègre le collège des augures en l'an 31 av. J.-C.
Après la bataille d'Actium qui voit la victoire d'Octavien sur Antoine, Octavien le prend alors comme collègue consul pour l’année 30 av. J.-C., bien que Licinius n'ait a priori jamais été préteur. Il est consul pour les six premiers mois de l'année.
À sa sortie de charge, en 29 av. J.-C., il reçoit pour proconsulat la province de Macédoine. C'est durant ce proconsulat que se situent ses campagnes militaires victorieuses contre les Bastarnes, une tribu de l'ethnie scythe qui avait traversé la Bas-Danube, et les Mésiens, peuple vivant en Mésie, qui l'amèneront jusque sur les rives du Bas-Danube.
Licinius Crassus tue de ses propres mains le roi des Bastarnes, Deldo, et voue ces dépouilles à Jupiter Férétrien. Octavien lui interdit la dédicace des armes ennemies sous prétexte qu'il n'a pas combattu en son propre nom mais en celui d'Octavien, la formule prononcée sur le champ de bataille n'ayant donc pas de valeur. Octavien craint en effet la gloire liée à une telle cérémonie au moment où il établit son propre pouvoir. Licinius Crassus se voit décerner les honneurs du triomphe, à l'instar de nombreux autres proconsulaires dans les années 20, à son retour à Rome en juillet 27 av. J.-C.
Il disparaît ensuite des sources.